# 雲巌禅寺
雲巌禅寺（うんがんぜんじ）は、熊本県熊本市西区松尾町平山にある曹洞宗の寺院。山号は宝華山または岩殿山。
通称は岩戸観音。これは、境内奥の院の洞窟・霊巌洞（）に安置された本尊・石体四面の馬頭観音像にちなむ。

## 歴史
日本の南北朝時代、寧波より渡来した元の禅僧・東陵永璵（、とうりんえいよ、「よ」は王篇に「與」）により建立されたと伝えられる。
本尊の観音像自体は、寺の建立以前から洞内に安置されていたと言い、世阿弥の謡曲「檜垣」により、平安朝の歌人・檜垣がこの観音を日参したという故事でも知られる。

## 境内及び周辺
寺は金峰山の西麓に所在する。
境内は1975年（昭和50年）、熊本県指定史跡名勝に指定され、裏山には江戸中期につくられた十六羅漢、五百羅漢の石像が並ぶ。
境内の奥には霊巌洞（れいがんどう）と呼ばれる洞窟があり、剣聖・宮本武蔵が晩年、この洞窟に参籠し、二天一流の極意書「五輪書」を著したことは特に著名である。
隣接する宝物館には、宮本武蔵が巌流島で佐々木小次郎との決闘に使用したとする木剣や武蔵の自画像などが収蔵されている。
奇岩や紅葉の名所として肥後耶馬渓と呼ばれる寺の周辺は、岩戸の里公園として整備されており、園内の黒岩展望台は有明海を挟み雲仙普賢岳を臨む。

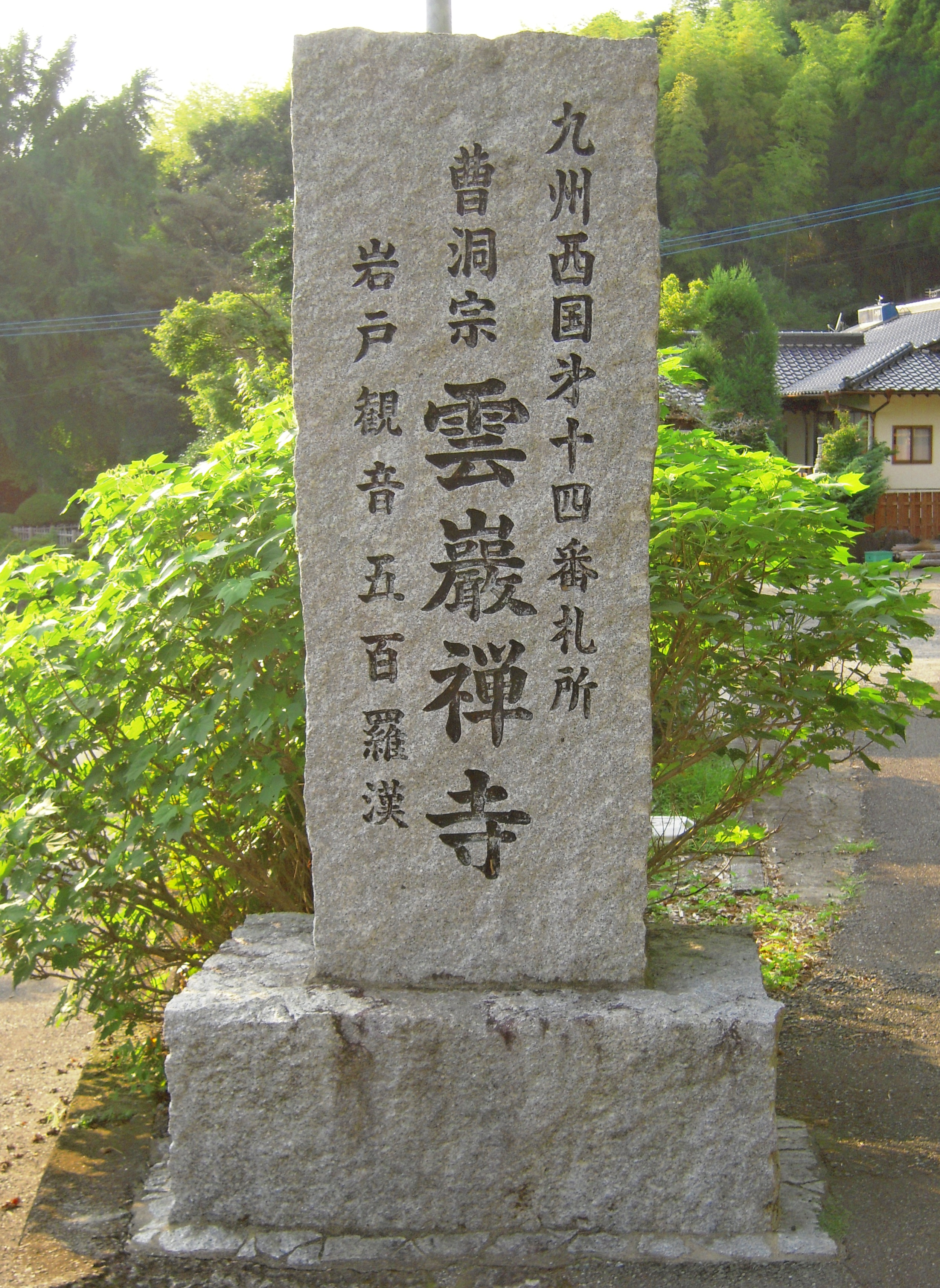
石標
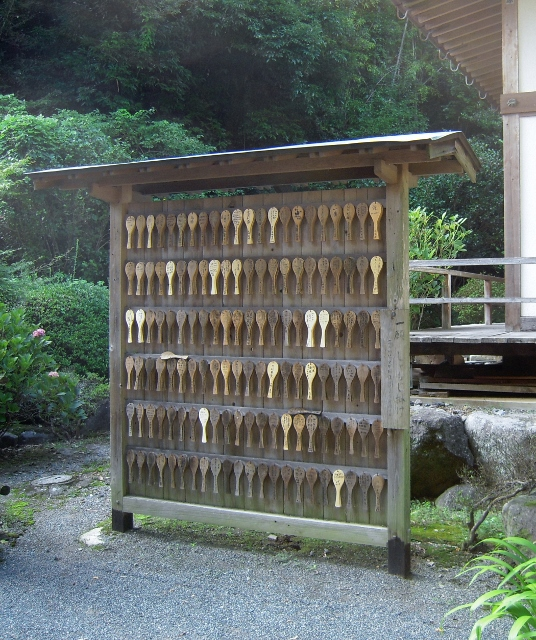
絵馬代わりの杓文字
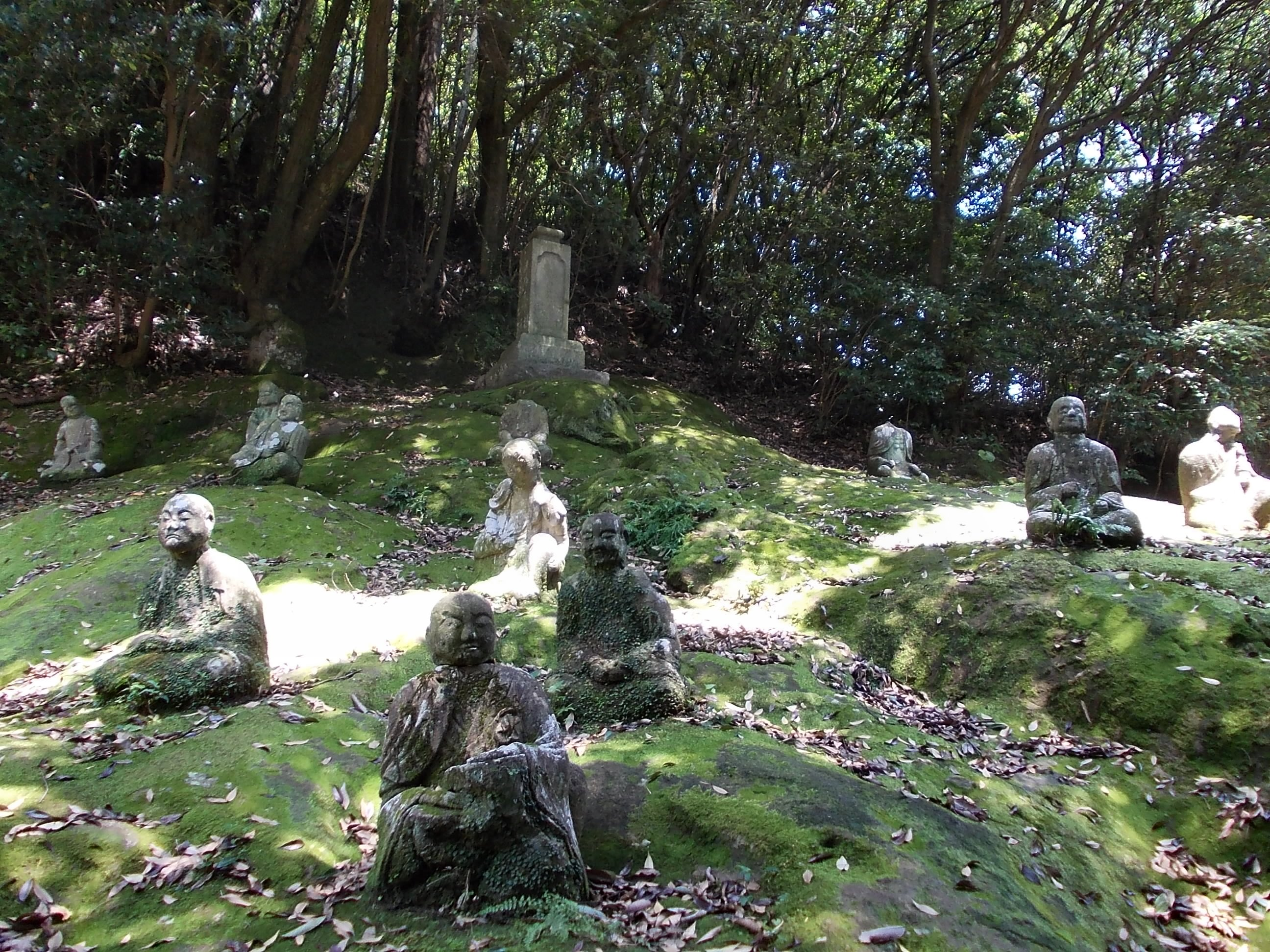
岩戸観音の観音像
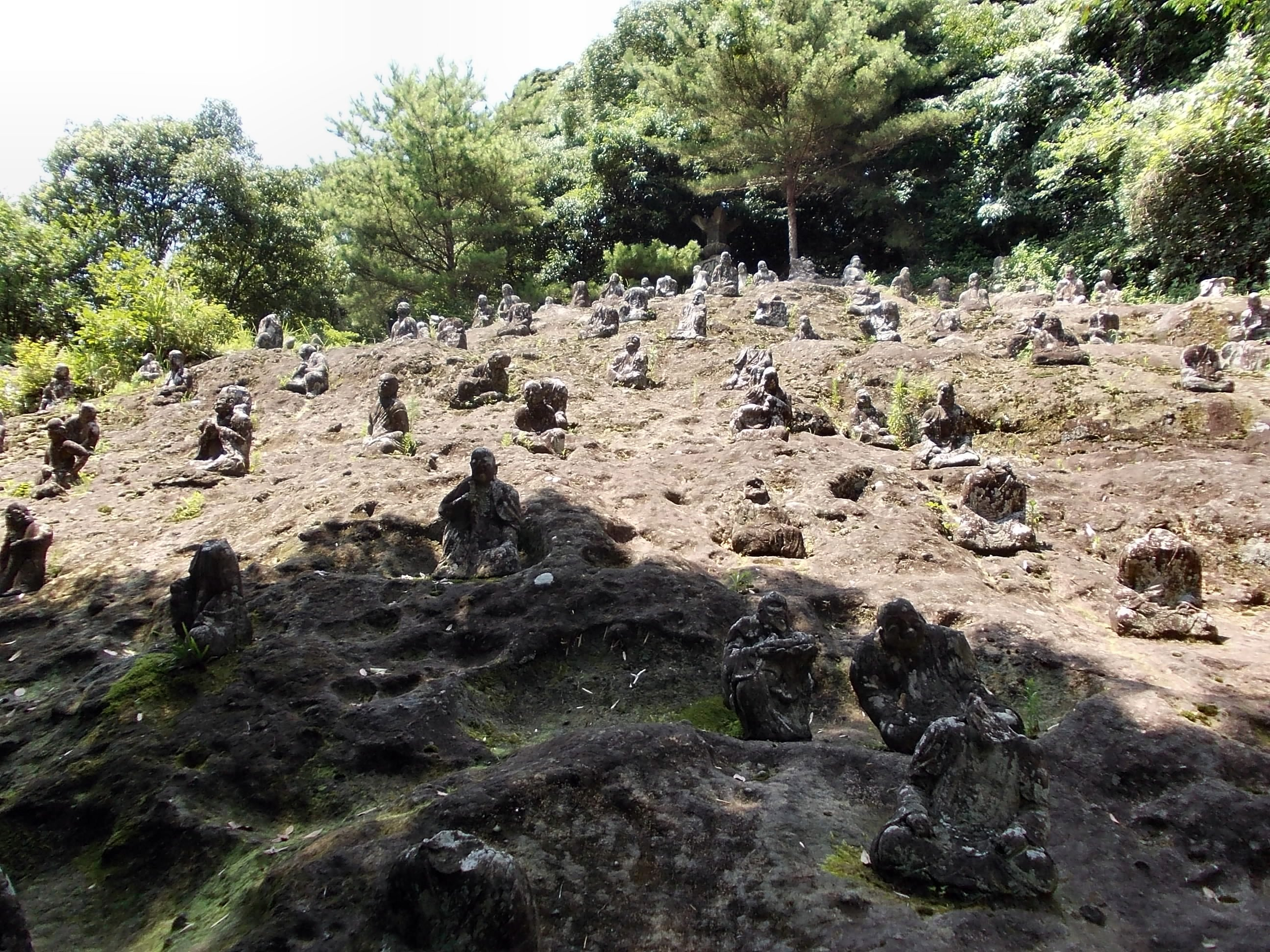
五百羅漢
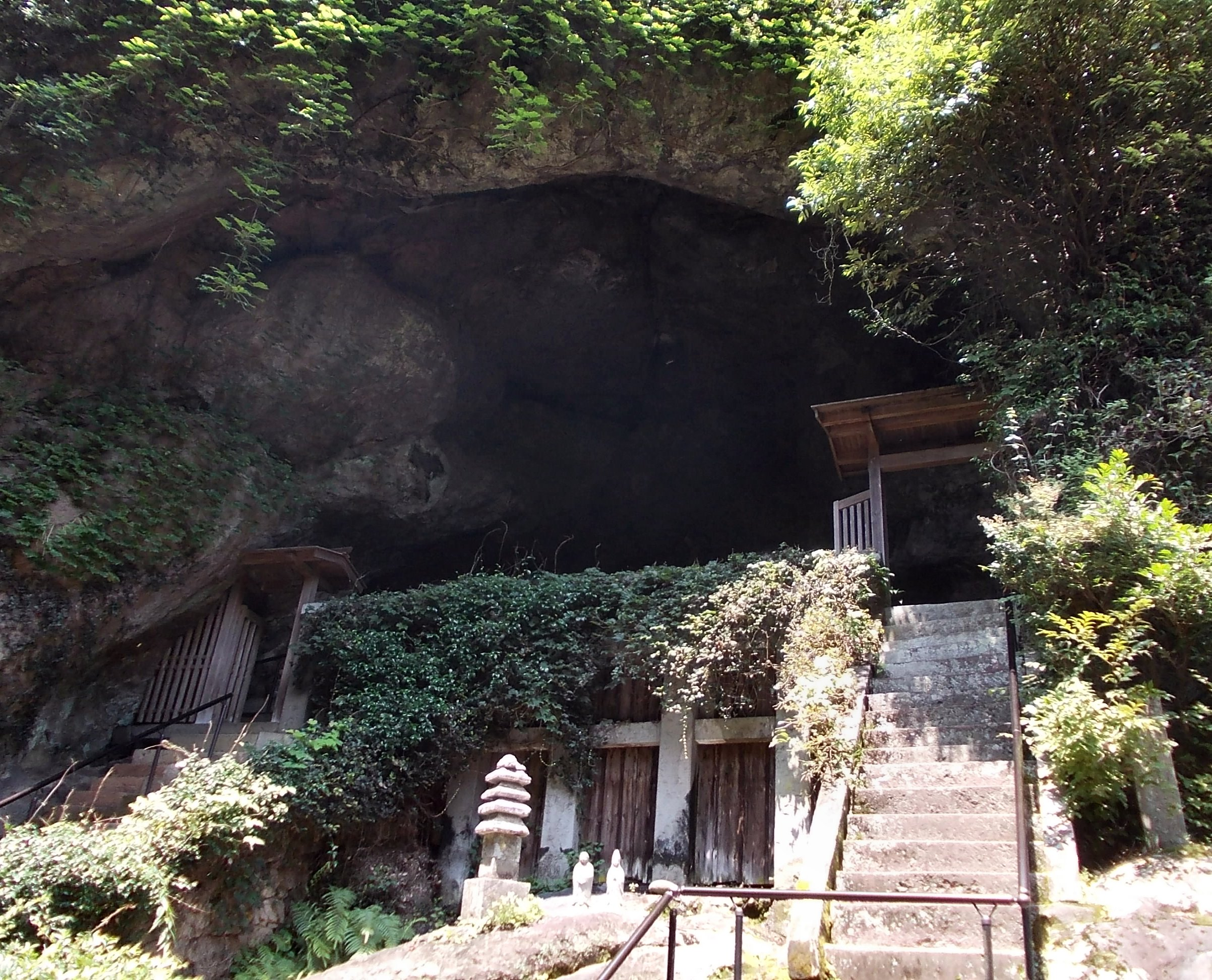
霊巌洞
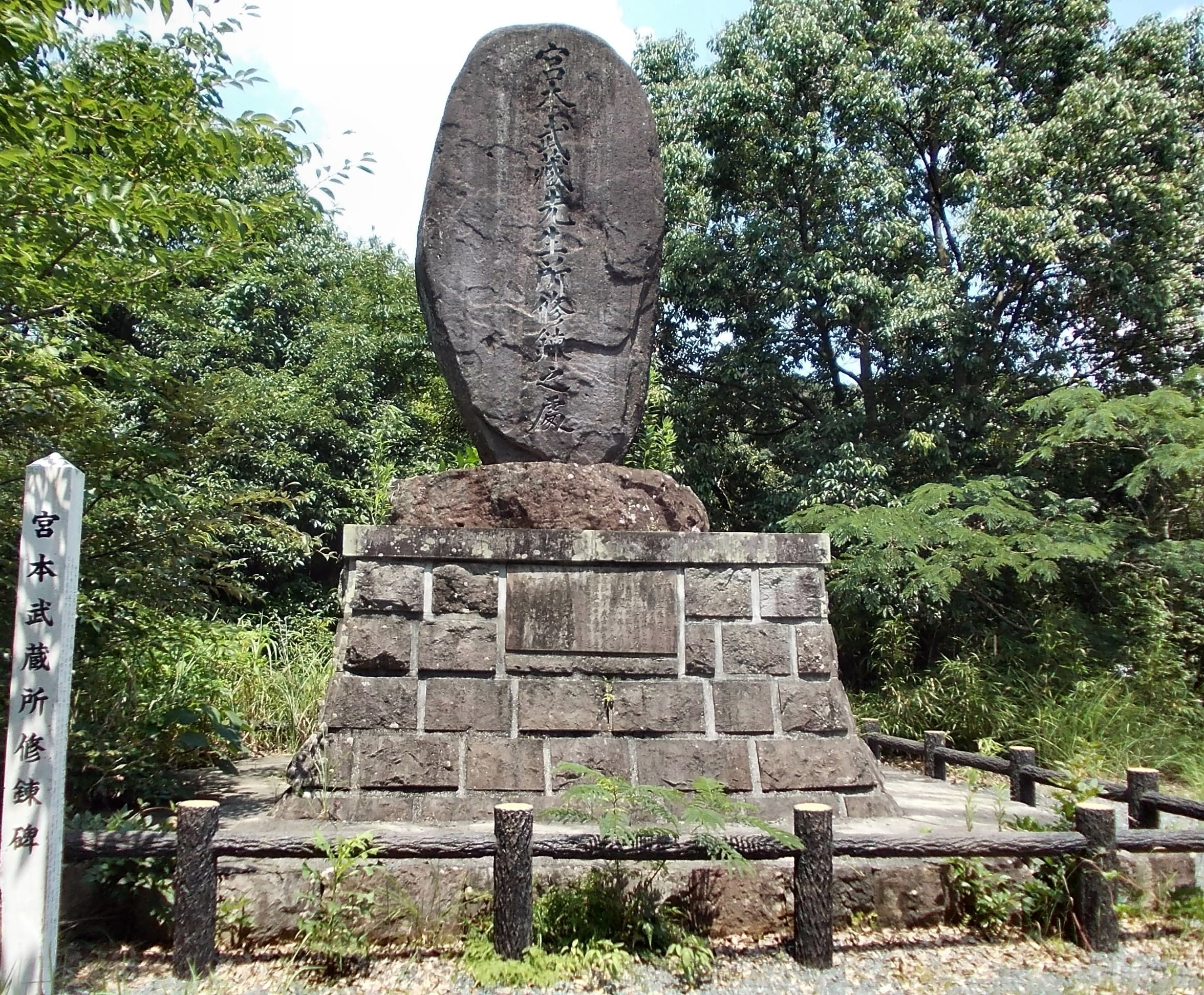
宮本武蔵所修練碑

## 文化財

### 重要文化財（国指定）
- 木造東陵永璵禅師倚像 - 南北朝時代（熊本市立博物館に寄託）

## 行事
- 3月18日 - 春季大祭
- 9月28日 - 不動尊大祭
- 10月18日 - 秋季大祭

## 御詠歌
- ふたらくの都にかよふ道芝の 露おきそむる此ほらの中
- わしのやまその春秋は程ふれと みのりのはなはなおにおいけり

## 所在地
- 熊本県熊本市西区松尾町平山589

## 交通
- 熊本桜町バスターミナルより産交バス（芳野経由河内温泉行き）において「岩戸観音入口」バス停下車後、徒歩18分（1.4㎞）。
- 九州自動車道熊本インターチェンジより21㎞。